# Monumento ai difensori dell'Artico sovietico durante la grande guerra patriottica
Il Monumento ai difensori dell'Artico sovietico durante la grande guerra patriottica (in russo Защитникам Советского Заполярья в годы Великой Отечественной войны?, Zaščitnikam Sovetskovo Zapoljar'ja v gody Velikoj Otečestvennoj vojny), comunemente soprannominato Alëša (in russo Алёша?), traslitterato anche come Alyosha, è un monumento di Murmansk dedicato ai soldati e marinai sovietici che hanno combattuto nell'Artico durante la seconda guerra mondiale, conosciuta in Russia come "Grande guerra patriottica".

## Storia e descrizione
La statua, alta 35,5 metri oltre al piedistallo, si trova su una collina di 173 metri a nord di Murmansk, in una posizione che la rende visibile da buona parte della città. La costruzione iniziò nel 1969, seguendo il progetto dell'architetto Igor' Pokrovskij (in russo Игорь Покровский?) e dello scultore Isaak Brodskij (in russo Исаак Бродский?). Venne inaugurata il 19 ottobre 1974, in occasione del trentesimo anniversario della fine della guerra dell'artico.
Il giorno dell'inaugurazione un corteo di cittadini di Murmansk attraversò la città, dirigendosi verso la collina al seguito di due veicoli corazzati, i quali trasportavano le spoglie di un milite ignoto e due urne contenenti rispettivamente una manciata di terra della cosiddetta Valle della Gloria e l'acqua del luogo dell'affondamento della nave Tuman, nei pressi dell'isola Kil'din. Le spoglie del milite ignoto e le due capsule vennero interrate ai piedi del monumento. Il 9 maggio 1975 davanti alla statua venne accesa una fiamma eterna.
Il monumento, realizzato completamente in calcestruzzo, è costituito da una statua di 35,5 metri di altezza raffigurante un soldato, vestito con un cappotto invernale, che porta in spalla un fucile e guarda in direzione della Valle della Gloria. La statua è cava all'interno, dove si trova una scala a chiocciola, e pesa circa 5 000 tonnellate. Poggia su un basamento, sempre in calcestruzzo, alto circa 7 metri.
Con i suoi 42 metri complessivi è una delle statue più alte al mondo e la seconda più alta della Russia, dopo il monumento conosciuto come La Madre Patria chiama! di Volgograd.
Il complesso monumentale è completato da una piramide triangolare che simboleggia uno stendardo di battaglia inclinato per rendere onore ai caduti, due cannoni antiaerei a ricordare che durante la Seconda guerra mondiale su questa collina si trovavano i cannoni della contraerea in difesa di Murmansk e 13 lapidi in ricordo delle 13 città eroine.
Accanto alla statua c'è una stele di granito levigato con questa iscrizione: